# Illerns naturreservat
Illernområdet är ett naturreservat i Tranås kommun i Jönköpings län i Småland.
Området är 520 hektar stort och är skyddat sedan 1984. Det är beläget sydost om Tranås tätort, vid sjön Illern och består av isälvsavlagringar, barrskog, naturbetesmarker och sjö.
Illernområdet består av barrskog med en del odlingsmarker. Landskapet har varierade med kulliga formationer. I sjön växer vattenväxter som höstlånke och bandnate.
I de västra och södra delarna av området ligger gamla gårdar, omgivna av åkrar med odlingsrösen och slåtterängar. Där växter som backanis, solvända och stagg. I södra delen av området hålls hagmark öppen genom bete. I naturreservatet finns ett rikt och varierat fågelliv.
Här ligger också Rås Gård som drivs av Tranås kommun och kan hyras för fest, konferens eller övernattning. 